# Cyrtophora trigona
Cyrtophora trigona is een spinnensoort in de taxonomische indeling van de wielwebspinnen (Araneidae).
Het dier behoort tot het geslacht Cyrtophora. De wetenschappelijke naam van de soort werd voor het eerst geldig gepubliceerd in 1871 door Ludwig Carl Christian Koch.